# Rajd Grecji 2003

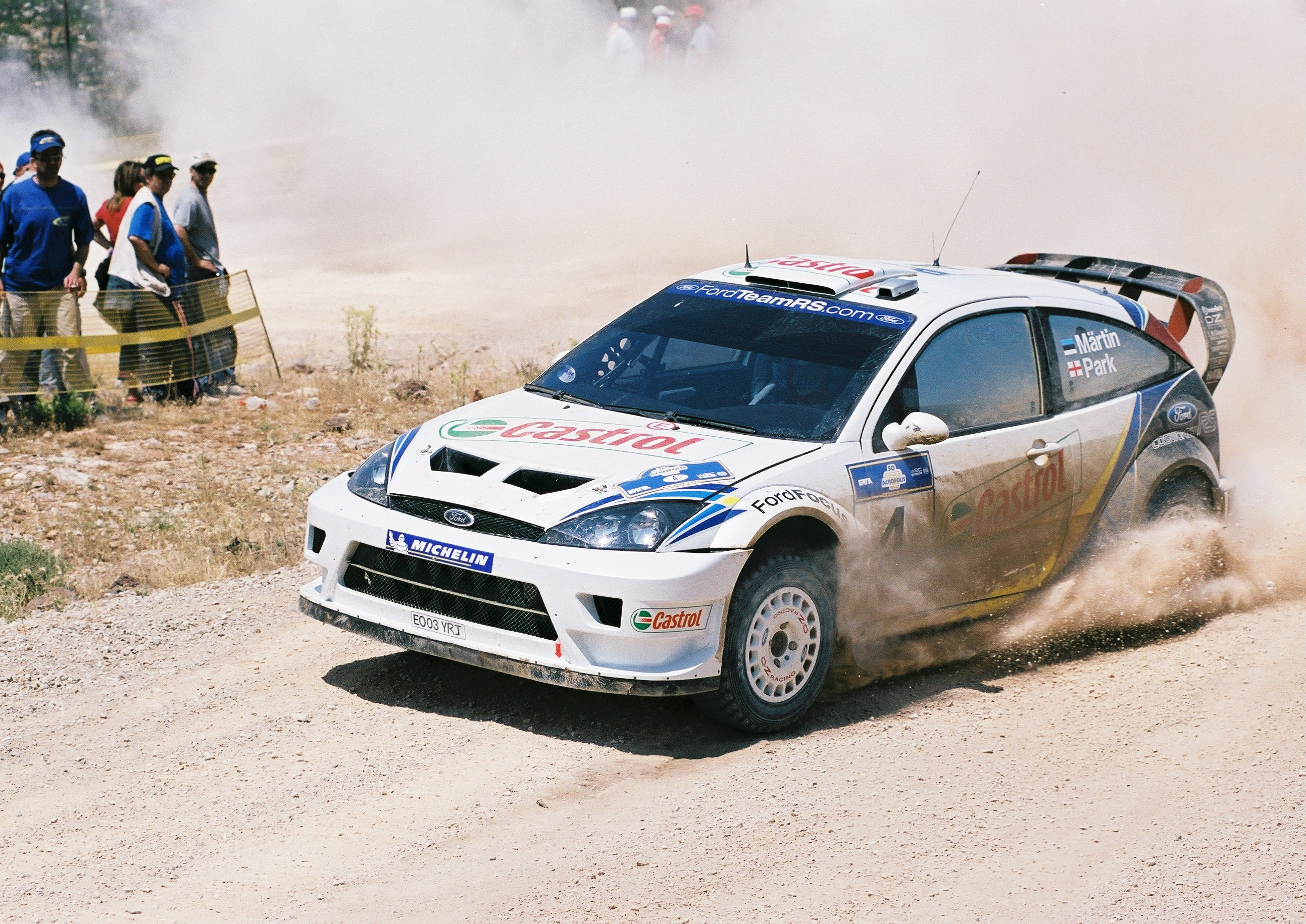
Markko Märtin podczas rajdu

Rezultaty Rajdu Grecji (50th Acropolis Rally), eliminacji Rajdowych Mistrzostw Świata w 2003 roku, który odbył się w dniach 6 – 8 czerwca. Była to szósta runda czempionatu w tamtym roku i czwarta szutrowa, a także trzecia w Junior WRC. Bazą rajdu było miasto Ateny. Zwycięzcami rajdu została estońsko-brytyjska załoga Markko Märtin i Michael Park jadąca Fordem Focusem WRC. Wyprzedzili oni Hiszpanów Carlosa Sainza i Marca Martíego w Citroënie Xsarze WRC oraz norwesko-brytyjską załogę Pettera Solberga i Phila Millsa w Subaru Imprezie WRC. Z kolei w Junior WRC zwyciężyli Francuzi Brice Tirabassi i Jacques-Julien Renucci, jadący Renaultem Clio S1600.
Rajdu nie ukończyło ośmiu kierowców fabrycznych. Mistrz świata Fin Marcus Grönholm w Peugeocie 206 WRC wycofał się na 7. odcinku specjalnym z powodu awarii pompy paliwowej. Belg François Duval w Fordzie Focusie WRC wycofał się na 5. odcinku specjalnym na skutek wypadku. Z kolei Niemiec Armin Schwarz w Hyundaiu Accencie WRC wycofał się na 1. oesie z powodu awarii alternatora. Jego partnerzy z zespołu Belg Freddy Loix i Fin Jussi Välimäki również nie ukończyli rajdu. Pierwszy odpadł na 2. oesie z powodu awarii zawieszenia, a drugi na 9. – z powodu awarii sprzęgła. Fin Toni Gardemeister w Škodzie Octavii WRC nie ukończył rajdu z powodu usterki turbosprężarki na 5. oesie. Natomiast Francuz Sébastien Loeb w Citroënie Xsarze WRC odpadł na 1. oesie (awaria silnika).

## Klasyfikacja ostateczna (punktujący zawodnicy)
| Miejsce  | Zawodnik          | Pilot                  | Samochód               | Czas      | Strata   | Grupa | Punkty |
| WRC      | WRC               | WRC                    | WRC                    | WRC       | WRC      | WRC   | WRC    |
| -------- | ----------------- | ---------------------- | ---------------------- | --------- | -------- | ----- | ------ |
| 1.       | Markko Märtin     | Michael Park           | Ford Focus WRC         | 4:53:40.5 |          | A8 M  | 10     |
| 2.       | Carlos Sainz      | Marc Martí             | Citroën Xsara WRC      | 4:54:26.5 | +46.0    | A8 M  | 8      |
| 3.       | Petter Solberg    | Phil Mills             | Subaru Impreza WRC     | 4:54:33.2 | +52.7    | A8 M  | 6      |
| 4.       | Richard Burns     | Robert Reid            | Peugeot 206 WRC        | 4:55:47.1 | +2:06.6  | A8 M  | 5      |
| 5.       | Tommi Mäkinen     | Kaj Lindström          | Subaru Impreza WRC     | 4:55:52.8 | +2:12.3  | A8 M  | 4      |
| 6.       | Harri Rovanperä   | Risto Pietiläinen      | Peugeot 206 WRC        | 4:57:25.2 | +3:44.7  | A8 M  | 3      |
| 7.       | Gilles Panizzi    | Hervé Panizzi          | Peugeot 206 WRC        | 4:57:34.8 | +3:54.3  | A8    | 2      |
| 8.       | Colin McRae       | Derek Ringer           | Citroën Xsara WRC      | 4:57:45.5 | +4:05.0  | A8 M  | 1      |
| 9.       | Didier Auriol     | Denis Giraudet         | Škoda Octavia WRC Evo3 | 5:00:07.7 | +6:27.2  | A8 M  |        |
| JWRC     |                   |                        |                        |           |          |       |        |
| 1. (17.) | Brice Tirabassi   | Jacques-Julien Renucci | Renault Clio S1600     | 5:27:34.0 |          | A6    | 10     |
| 2. (18.) | Daniel Carlsson   | Mattias Andersson      | Suzuki Ignis S1600     | 5:28:29.2 | +55.2    | A6    | 8      |
| 3. (19.) | Urmo Aava         | Kuldar Sikk            | Suzuki Ignis S1600     | 5:35:02.7 | +7:28.7  | A6    | 6      |
| 4. (22.) | Salvador Cañellas | Xavier Amigo           | Suzuki Ignis S1600     | 5:40:55.2 | +13:21.2 | A6    | 5      |
| 5. (27.) | Oscar Svedlund    | Björn Nilsson          | Volkswagen Polo S1600  | 5:49:22.1 | +21:48.1 | A6    | 4      |
| 6. (33.) | Guy Wilks         | Phil Pugh              | Ford Puma S1600        | 6:04:08.1 | +36:34.1 | A6    | 3      |

1. ↑  Litera M przy oznaczeniu grupy do której należy samochód oznacza, iż tylko ci kierowcy zdobywali punkty dla swoich zespołów liczonych w klasyfikacji producentów na koniec sezonu.

## Zwycięzcy odcinków specjalnych
| Dzień     | Odcinek | G. rozp. | Nazwa                   | Długość | Zwycięzca         | Czas    | Lider rajdu    |
| --------- | ------- | -------- | ----------------------- | ------- | ----------------- | ------- | -------------- |
| 1 (6 CZE) | SS1     | 08:18    | Pavliani 1              | 24.45km | François Duval    | 19:54.7 | François Duval |
| 1 (6 CZE) | SS2     | 09:07    | Stromi 1                | 14.61km | Markko Märtin     | 11:40.2 | Markko Märtin  |
| 1 (6 CZE) | SS3     | 10:10    | Eleftherohori           | 18.67km | Harri Rovanperä   | 11:28.2 | Markko Märtin  |
| 1 (6 CZE) | SS4     | 12:18    | Rengini 1               | 11.84km | Harri Rovanperä   | 8:41.8  | Markko Märtin  |
| 1 (6 CZE) | SS5     | 12:46    | Elatia – Zeli 1         | 34.68km | Harri Rovanperä   | 24:21.9 | Markko Märtin  |
| 1 (6 CZE) | SS6     | 15:37    | Pavliani 2              | 24.45km | Petter Solberg    | 19:29.5 | Markko Märtin  |
| 1 (6 CZE) | SS7     | 16:26    | Stromi 2                | 14.61km | Marcus Grönholm   | 11:25.6 | Markko Märtin  |
| 1 (6 CZE) | SS8     | 18:01    | SSS Lilea – Parnassos 1 | 2.43km  | odcinek anulowany | –       | Markko Märtin  |
| 2 (7 CZE) | SS9     | 06:56    | Mendenitsa              | 17.34km | Petter Solberg    | 10:55.0 | Markko Märtin  |
| 2 (7 CZE) | SS10    | 08:21    | Bauxites 1              | 23.45km | Petter Solberg    | 14:14.8 | Markko Märtin  |
| 2 (7 CZE) | SS11    | 09:44    | Drosohori 1             | 17.76km | Markko Märtin     | 14:48.6 | Markko Märtin  |
| 2 (7 CZE) | SS12    | 12:17    | Rengini 2               | 11.84km | Harri Rovanperä   | 8:30.2  | Markko Märtin  |
| 2 (7 CZE) | SS13    | 12:45    | Elatia – Zeli 2         | 34.68km | Markko Märtin     | 23:44.2 | Markko Märtin  |
| 2 (7 CZE) | SS14    | 16:03    | Bauxites 2              | 23.45km | Markko Märtin     | 13:51.9 | Markko Märtin  |
| 2 (7 CZE) | SS15    | 17:26    | Drosogori 2             | 17.76km | Markko Märtin     | 14:23.6 | Markko Märtin  |
| 2 (7 CZE) | SS16    | 18:18    | SSS Lilea – Parnassos 2 | 2.43km  | Carlos Sainz      | 1:57.6  | Markko Märtin  |
| 3 (8 CZE) | SS17    | 09:28    | Dikastro 1              | 18.40km | Petter Solberg    | 16:08.7 | Markko Märtin  |
| 3 (8 CZE) | SS18    | 10:06    | New Tarzan 1            | 20.65km | Petter Solberg    | 15:27.8 | Markko Märtin  |
| 3 (8 CZE) | SS19    | 11:04    | Agios Stefanos 1        | 13.47km | Tommi Mäkinen     | 10:02.6 | Markko Märtin  |
| 3 (8 CZE) | SS20    | 13:32    | Dikastro 2              | 18.40km | Petter Solberg    | 15:58.3 | Markko Märtin  |
| 3 (8 CZE) | SS21    | 14:10    | New Tarzan 2            | 20.65km | Carlos Sainz      | 15:10.3 | Markko Märtin  |
| 3 (8 CZE) | SS22    | 15:08    | Agios Stefanos 2        | 13.47km | Petter Solberg    | 9:46.7  | Markko Märtin  |

## Klasyfikacja po 6 rundach
Tabele przedstawiają tylko pięć pierwszych miejsc.

### Kierowcy
| Lp. | Kierowca        | Pkt |
| --- | --------------- | --- |
| 1   | Richard Burns   | 37  |
| 2   | Carlos Sainz    | 32  |
| 3   | Marcus Grönholm | 30  |
| 4   | Markko Märtin   | 23  |
| 5   | Petter Solberg  | 19  |

### Producenci
| Lp. | Producent              | Pkt |
| --- | ---------------------- | --- |
| 1   | Marlboro Peugeot Total | 73  |
| 1   | Citroën Total          | 62  |
| 3   | Ford Rallye Sport      | 39  |
| 4   | 555 Subaru WRT         | 37  |
| 5   | Škoda Motorsport       | 20  |